# Mount Alberta
Mount Alberta är ett berg i Kanada.   Det ligger i provinsen Alberta, i den centrala delen av landet, 3 100 km väster om huvudstaden Ottawa. Toppen på Mount Alberta är 3 622 meter över havet.
Terrängen runt Mount Alberta är huvudsakligen bergig.Trakten runt Mount Alberta är nära nog obefolkad, med mindre än två invånare per kvadratkilometer.. Det finns inga samhällen i närheten. 
Trakten runt Mount Alberta består i huvudsak av gräsmarker.